# أمصار

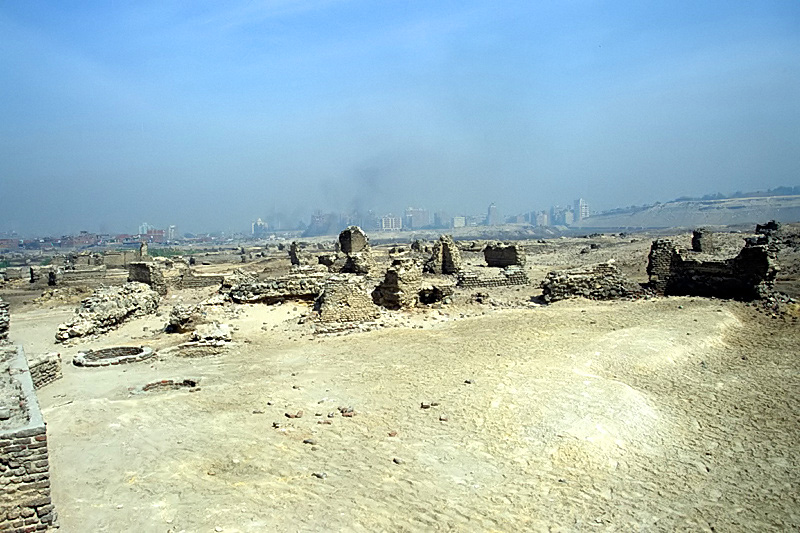

الأمصار هي المدن المتحضرة والمناطق الكبيرة التي تقع فيها المنازل والأسواق والمدارس وغيرها من المرافق العامة. وقد تُشير أيضًا إلى المدن الحامية أو الهياكل التي أنشأها المحاربون المسلمون في الأراضي الحدودية، في القرون الأولى للإسلام. أول إنشاء لها كان في عهد الخليفة عمر أثناء حكمه من 634 إلى 644 م. وقد اجتذبت العديد من هذه الحاميات المدنيين وتحولت إلى مدن.

## وصف
في المناطق الحدودية لانتشار الإسلام، ظهرت الأمصار والرباط شكلين من أشكال الحصون العسكرية في العمارة الإسلامية. من الناحية العسكرية، فإن بنية ووظيفة الأمصار تشبه المستعمرات الرومانية القديمة. مثل المستعمرة الحدودية، كانت القلعة بمثابة قاعدة لمزيد من الفتوحات. وقد بُنيَت الحصون العسكرية العربية من نوع الأمصار في كثير من الأحيان بالقرب من المدن القديمة القائمة. وكانت في كثير من الأحيان ذات شكل مربع.
وبدلًا من الحفاظ على غرضها الأصلي المتمثل في العمل قاعدةً عسكريةً، تطورت العديد من الأمصار إلى مراكز حضرية وإدارية. وقد حدث هذا على وجه الخصوص في حالة مدينتي الكوفة والبصرة العراقيتين، اللتين أصبحتا تعرفان باسم "الحصنين" ، وأيضا في حالة الفسطاط والقيروان في شمال أفريقيا، فقد بنى المسلمون هذه المدن الأربعة أمصارًا، ثم ما لبثت أن أصبحَت مركزًا للمدينة.

## التاريخ

### عصر الراشدين
وذكر ابن الكلبي أن عرفجة بن هرثمة كان أول من بنى الأمصار، فأقام فيها معسكرات جند المسلمين في البلاد التي فتحها إقامة دائمة، وأقام فيها المرافق العامة والمساجد. وبتوجيه من الخليفة عمر، أنشأ عرفجة البارقي حامية (أمصار) في الموصل، وعُيّن واليًا هناك، وخاصة لإدارة الإيرادات. كانت منطقة الموصل قليلة السكان للغاية عند فتح المسلمين. وبعد أن استقرت المنطقة وأُقِيم المسجد فيها، أمر الخليفة بتوطين أربعة آلاف في الموصل من شتى أنحاء العراق والبلاد. وبُنيَت المباني الجديدة من الطوب الطيني، بدلًا من القصب، وهي مادة كانت شائعة في المنطقة، كما وٌسِّعَت المناطق الأخرى المأهولة بالسكان بشكل كبير. وفي الموصل، بنى هرثمة بأمر الخليفة حصنًا، وعددًا من الكنائس، ومسجدًا، ومحلًا لليهود؛ وذلك لتحريك اقتصاد المدينة. وكانت الموصل مقرًّا لدولة الخلافة في عملياتها العسكرية الشمالية. عزز عتبة موقعه في تكريت ثم تقدم بعد ذلك إلى باجورمي وشهرزور حيث استقرت قواته هناك. وبعد فترة قصيرة من حكمه، سار عرفجة مع 700 جندي من الأزد إلى الموقع الذي سيُعرف في المستقبل بالبصرة، بينما أُوكِل حكم الموصل إلى الحارث بن الحسن. ثم أسس عرفجة وعتبة أمصار في الجنوب (مدينة الحامية) التي سميت بالبصرة، حيث دُعِمَ المعسكر العسكري في الموقع تدريجيًا بمزيد من الهياكل الدائمة والنمو إلى أن أصبحَت مدينةً كبيرة، تتميز الأمصار التي بناها عرفجة بسبعة مجمعات قبلية يمكن أن تستوعب 700 جندي من الحامية، وبنت منازل من الطوب اللبن والجص والطين لتحل محل المعسكرات. وبينما كانت المباني قائمة، بدأ عرفجة مع حذيفة بن محسن ومعجزة بن ثور السدوسي في ملء المجمع بقبائل الأزد، وتميم، وقبيلة سدوس بن شيبان. ثم صمم عرفجة سبعة سدود من الطين في البصرة، سدين في مستوطنة الخريبة، وسدًّا في الزابوقة، وسدين في منطقة بني تميم، وسدين في منطقة قبيلة الأزد
ومن أقدم الأمصار التي بُنيَت هي الكوفة التي استقر فيها سعد بن أبي وقاص، حيث أمره الخليفة بتأسيس مقر جديد لجيشه في العراق، فانتقل إلى موقع سيُعرف في المستقبل بالكوفة. هنا، نقل وفكك سعد بن أبي وقاص الجدران والمنشآت العسكرية في مدينة ساسانية مجاورة عُرفَت بالمدائن لبناء الكوفة (الأمصار الجديدة). كان الأمراء الجدد يطلق عليهم رسميًا اسم جند الكوفة، وكانوا يتألفون من سبع فرق مجمعة كانت تجهز الجنود المسلمين الذين استقروا في تلك المنطقة بشكل دائم مع عائلاتهم، واتخذ سعد من الكوفة مقرًا دائمًا له. بعكس البصرة التي توسعت مدينةً بمفردها، فإن توسّع الكوفة المستقبلي جعلها تضم الحيرة، وقد أُطلِق عليها فترةً من الزمن اسم الكوفتين لأنها شملَت الكوفة القديمة والحيرة، وهي اليوم تُسمى النجف.